# 札幌酒精工業
札幌酒精工業株式会社（さっぽろしゅせいこうぎょう）は、北海道札幌市西区発寒に本社を置く酒造メーカーである。1933年10月27日創立。

## 概要
発寒川の清流を利用し、甲類・乙類焼酎を中心とする各種酒類を製造販売している。
甲類は「サッポロソフト」シリーズが知られ、オエノンホールディングス系の合同酒精（旭川市）と並んで、北海道市場で大衆酒として広く根付いている。乙類は道内各地の様々な原材料を使用して多彩なラインアップを揃えている。北海道に根ざした地場焼酎メーカーとして、北海道にこだわった焼酎の開発・生産を行っている。
大手ビールメーカーのサッポロビールやその持株会社であるサッポロホールディングスとは無関係である。なお、サッポロビールも「サッポロ焼酎」を製造販売しているため紛らわしいが、「サッポロ焼酎」にはラベルにサッポロビールでも使われている五稜星マークがあるため、その有無で札幌酒精工業の焼酎と区別できる。
テレビCM
サラリーマンが満員電車で通勤するアメコミ風のCMが有名である。
歌詞は「仕事仕事の毎日で 満員電車に揺られてる あーしんど 幸せ1杯飲もうかな サッポロソフトペットボトル」

## 沿革
- 1933年（昭和8年）10月27日 - 北海道の名門蔵元である日本清酒、小林酒造ほかによる新設会社として、琴似町発寒に「札幌燒酎株式會社」を設立。当時、道内の酒需要が増大していた一方で、道内メーカーのシェアが低かったことから、ジャガイモなど道内農産品を利用して道内市場への進出を図った。
- 1934年（昭和9年）5月20日 - 当社第1号の蒸留酒が生産される。当初品質不良に悩むも、技術改良で克服。「札幌燒酎」のブランドで市販を開始する。
- 1937年（昭和12年） - 函館市の老舗日本酒・焼酎メーカーで酒類卸でもあった丸善菅谷合名會社（1890年創業）を経営破綻に伴い吸収合併、販路・販売網の拡大と、当時税務当局から課せられていた生産量制限の克服（丸善菅谷割当分の生産枠獲得）に資することになる。丸善菅谷の日本酒銘柄「五陵正宗」・焼酎銘柄「君萬歳」（きみばんざい）を継承。
- 1939年（昭和14年） - 合成清酒の生産を開始。ほかみりんやウィスキーなど、需要に応じた各種酒類の生産に手を広げる。
- 1945年（昭和20年）1月 - 社名を「札幌酒精工業株式会社」に改める。
- 1950年（昭和25年） - 「札幌焼酎」を名乗って流通した粗悪なカストリ焼酎との市場における混同が問題となり、同年秋から、函館地区生産の旧丸善菅谷系焼酎のみに使われていた「君萬歳」のブランドを、札幌工場製品にも使用開始。
- 1960年（昭和35年）10月1日「サッポロソフト」発売開始。
- 2006年（平成18年）10月13日 - 厚沢部町に厚沢部工場完成。「喜多里」ブランドの乙類焼酎専門工場となる。
- 2023年（令和5年）11月 - 北海道立総合研究機構「道産コーンウイスキープロジェクト」に参加する形でコーンウイスキーの製造を開始[2]。
- 2024年（令和6年）8月 - 早期熟成コーンウイスキー「SAPPORO CORN WHISKY New Born 1 Year Barrel Aging 60% 300ml」を発売[3]。

## 主力商品

### 甲類焼酎
- サッポロソフト
- アンバーミスティック
- 君萬歳
- サッポロ35リカー（果実酒専用）

### 乙類焼酎
- 喜多里（さつまいも・じゃがいも・麦・昆布）

2006年に北海道初の黄金千貫の栽培に成功し、芋焼酎の生産にも着手した。
- 北海道（麦・牛乳）
- さっぽろじゃがいも焼酎
- さっぽろとうきび焼酎
- 古味新風（米・麦・とうきび）

### 甲乙混和焼酎
- サッポロソフト リーズ

### その他酒類
- 小町娘（合成清酒）
- サッポロウイスキー（ウイスキー）
- 神宮の梅

北海道神宮の境内にある梅をイメージした梅酒。
- サッポロ本みりん（みりん）

### 清涼飲料水
- サッポロレモン
- サッポロライム
- 梅の華

## 事業所
- 本社工場 - 北海道札幌市西区発寒10-1-1-1
- 函館営業所 - 北海道函館市五稜郭町35-1 ホーム企画ビル3F
- 厚沢部工場 - 北海道檜山郡厚沢部町字鶉383